# Marthae Marchinae Musa Posthuma
Marthae Marchinae Virginis Neapolitanae Musa Posthuma (soit en français, « La Muse posthume de Martha Marchina, jeune fille napolitaine ») est un ouvrage paru pour la première fois à Rome en 1662, seize ans après la mort de la poétesse. Le livre contient un recueil de poèmes latins, en majorité des épigrammes, mais aussi des odes, ainsi que des lettres écrites par Martha Marchina. Celle-ci fut ainsi une autrice des débuts de l’époque moderne. Elle était d’origine modeste – sa famille fabriquait et vendait du savon. Les poèmes réunis dans l’ouvrage sont issus de la collection privée de Virgilio Spada, le frère du Cardinal Bernardino Spada, qui fut le bienfaiteur de Martha Marchina.
La Sirène qui figure sur la page de titre de l'ouvrage (dans sa deuxième édition, à Naples en 1701, voir l'illustration ci-après) se retrouve dès les premiers mots de la Vie de Martha Marchina donnée en amont des poèmes: elle est saluée comme la “nouvelle Sirène” qui a redonné à sa ville son nom ancien, “Parthenope” (le nom d’une des Sirènes, qui devint celui de Naples).

## Présentation générale de l'ouvrage

### L'édition
Musa Posthuma fut, comme le titre l'indique, publié de manière posthume. Le livre est dédié à celle qui avait été la reine Christine, Christine de Suède. L’éditeur du recueil est Francisco de São Agostinho Macedo.C’est à lui que l’on doit les indications qui précèdent souvent les poèmes (pour les titres, cependant, non liquet) : ces éléments paratextuels fournissent une contextualisation parfois très utile au lecteur (non seulement le sujet du poème ou la personne éventuellement « visée », mais aussi le vers précis de la Bible auquel telle épigramme fait référence ou que Martha Marchina développe); on peut toutefois se demander si cela reflète toujours l’intention réelle de l’autrice. L’éditeur ne dit pas avoir touché à l’ordre des poèmes. Or le dernier est une épigramme qui dit "Praecipis ex isto demi mala carmina libro. / Si mala sustuleris, quid reliquum fuerit?" (« Tu préconises que l’on retranche les mauvais poèmes de ce livre. / Mais si on retire les mauvais, que restera-t-il ? »). Macedo écrit que Martha Marchina n’a pas songé à publier son œuvre; ces deux vers sont pourtant si bien placés à la fin du recueil qu’il serait vraisemblable que l’autrice les ait pensés comme une conclusion spirituelle: elle y anticipe peut-être – plaisamment – sur la réaction de quelque critique acerbe recevant son livre. De fait, les poèmes de Martha Marchina furent bien reçus et ce, pendant plusieurs siècles après sa mort.

### Contenu
Le livre, qui est divisé en deux parties, contient d’assez nombreux éléments de paratexte, à commencer par la dédicace à la reine Christine rédigée par Antonio Bulifon. Ce texte comme, plus loin, des lettres écrites par des membres de la famille Spada, sont en italien, mais l’essentiel de l’ouvrage est rédigé en latin. Dans le premier ensemble paratextuel plusieurs documents (Au lecteur, jugement sur l’œuvre, éloges en vers) louent Martha Marchina, l’assimilant à une Sappho - moderne et religieuse -, à Cornélie mère des Gracques, à une Muse qui pourrait être Thalie mais qui tient finalement plus de Calliope. Les poèmes de Martha Marchina apparaissent à partir de la p. 47 et les premiers sont consacrés à la naissance du Christ - à l’humilité de la crèche qui n’empêche pas la grandeur (de Dieu et de l’Amour qui se manifeste ainsi), aux pleurs et autres vagissements de l’Enfant tellement petit et démuni, à la paille qui lui sert de lit et préfigure les épines de la Passion. Par la suite s’observent d’autres groupements thématiques comme avec les poèmes qui soulignent l’éclat de la Vierge et où les astres eux-mêmes se disent vaincus par cet éclat (ces poèmes font partie de la sélection ci-dessous). De nombreux poèmes sont consacrés à des saints, notamment à des saints ou des saintes ayant enduré le martyre. Les poèmes ne portent pas tous sur des sujets religieux; d’autres poèmes consistent ainsi en une description du Vésuve, une apostrophe à un vendeur de cannelle, la contribution de Marchina à une série épigrammatique dédiée à César (sc. à un livre renfermant les Commentaria de César) rongé par une souris... Dans plusieurs épigrammes, Marchina parle même de poésie et, en particulier, de son ton propre dans l’épigramme. Les lettres d’elle placées à la toute fin du recueil nous donnent quelques précisions sur les textes auxquels elle a pu avoir accès: elle y cite Horace et Plaute (s’agissant des poètes anciens, la lecture des poèmes montre qu’elle a aussi bien lu Catulle, Virgile, Ovide et Martial); on la voit aussi prompte à critiquer l’écriture d’un homme, en l’occurrence son frère.

## Quelques poèmes choisis
Les poèmes ici présentés, cités d'après l'édition de 1701, sont accompagnés d'une traduction en français inédite. La sélection vise à illustrer certaines des caractéristiques majeures du style de Marchina (comme le goût des contrastes), en particulier dans l'épigramme, et certains des thèmes récurrents qu'elle a traités dans son œuvre (outre la dévotion religieuse, la représentation de la nature, les figures de l'Antiquité gréco-romaine...).

### De Christi Domini Praesepi (Sur la Crèche du Christ notre Seigneur)
Voici le premier poème du recueil, une épigramme composée de quatre distiques élégiaques, qui inaugure une série de presque dix poèmes sur la naissance du Christ. Le contraste majeur passe entre la grandeur que Marchina confère à la crèche, étant donné ce qu'elle abrite (domus magni... facti, v. 1) et l'humilité du lieu, dont elle suppose qu'il put même paraître "petit" à Jésus (parva domus, v. 8). Le regard tendre porté sur l'Enfant est récurrent dans ces poèmes liminaires. La conclusion suggère une comparaison avec le modèle antique que Martha prolonge maintes fois ensuite: en l'occurrence, le vers semble dire que cette crèche et l'expérience de l'humilité qu'elle symbolise seront en réalité plus grandes que le Ciel que le Christ rejoindra. Mais la désignation de ce Ciel comme l'Olympe fait bien sûr aussi songer à l'Olympe où régnait Jupiter et qui se trouve implicitement dépassé (dans la « pointe » de l'épigramme, on peut alors entendre: "est-ce que vraiment l'Olympe peut être plus grand que cela (/qu'elle, que cette grotte où vagit l'Enfant Jésus?)?"

Antrum laudat ab eo, quem continuit.
Ecce domus magni quondam quae conscia facti
Infantem potuit continuisse Deum.
Haec teneris Domini sonuit vagitibus, haecque
   Hyberno vidit membra rigere gelu.
Hic steterat veneranda parens coniunxque, frequentes
   pastorum coetus aligerumque chori.
Ista fuisse tamen potuit tibi iure videri
   Parva domus: maior numquid Olympus erit?

Elle loue cette grotte à partir de celui qu'elle a abrité.
Voici la demeure qui - elle avait conscience de la grandeur de l’événement -

   sut un jour contenir notre Dieu nouveau-né.
C’est elle qui résonna des tendres vagissements du Seigneur, elle
  qui vit son corps se raidir sous le froid de l’hiver.
Ici se tenaient sa mère vénérable et son époux, le grand nombre
  des bergers assemblés et les porte-ailes en chœur.
Cette demeure qui fut tienne, elle a pu te sembler, et à juste titre,

   petite: mais est-ce que vraiment l’Olympe sera plus grand?

### De Annunciatione Beatae Virginis (Sur l'Annonciation de la Vierge Bienheureuse)
La référence antique est convoquée de manière explicite dans cette épigramme (toujours en distiques élégiaques) qui exalte le rôle de Marie dans la transmission de la lumière divine caractérisée par la douceur. Ce rôle de Marie et l'insistance sur sa douceur apparaissent déà dans le deuxième poème du recueil, à propos de la naissance du Christ et la Crèche, où "je" dit à Marie qu'en permettant aux "feux", faces, de l'Amour du Christ de se répandre, elle cherche des "incendies agréables", grata incendia. (A de tels incendies sont alors opposés les cœurs des hommes, "plus piquants que des ronces"). Dans le présent poème, la référence à Phoebus est vouée à magnifier la Vierge, jusque dans son corps (alvo, v. 4; la blancheur de neige du ventre de Marie est un élément récurrent de l'évocation des vierges, nous le retrouverons plus loin). Les deux premiers vers suscitent en effet des images qui, si on les applique à "dieu" et à la Vierge (Marie) dans les deux suivants, leur donnent une dimension cosmique, alors même qu'on se figure désormais un bébé qui grandit dans le ventre de sa mère. Il ne s'agit sans doute pas en effet que de mythologie: Phoebus et la Vierge du v. 1 évoquent sans doute autant Apollon et Diane que le Soleil et la Lune (sinon la Constellation de la Vierge). Les contrastes que cultive Martha sont ici soulignés par les répétitions de termes, nombreuses (velatus, v. 1 et 4, faces, v. 2 et 4, mitius au v. 2 et mitis au v. 4). Enfin, un simple adverbe met discrètement en évidence le statut exceptionnel de Marie: modo (v. 3), qui semble souligner comment subitement une vierge est devenue "la Vierge".
Ardens Virgineo Phoebus velatus amictu,
   Mitius ardentes dirigit inde faces.
Sic deus intactae nivea modo Virginis alvo
   Velatus fundit mitis in Orbe faces.

    L’ardent Phoebus, quand il est voilé par le manteau que lui fait la Vierge,
Émet des feux ardents qui sont alors plus doux.
De même, Dieu, quand le ventre de neige de la Vierge (depuis peu),

lui fait un voile, répand avec douceur ses feux sur terre.

### De Assumptione B. Virginis(Sur l'Assomption de la Vierge Bienheureuse)[second poème]
Dans la série de poèmes centrés sur la Vierge Marie, plusieurs sont consacrés à sa montée au ciel, l'Assomption. Les astres réagissent à cet événement et confirment la supériorité de la Vierge, dont l'éclat est plus grand. Dans le poème qui suit, c'est Phoebus même (ici simplement appelé "le Soleil", mais le char rappelle celui de Phoebus-Apollon) qui s'avoue vaincu.

Sol ad Virginem loquitur.
Ingredere, & nostros, Virgo, ne despice currus.
   Nec pigeat nivea flectere lora manu.
En Sol splendidior, dum te comitatur ovantem.
   Luminibus cedunt lumina nostra tuis.

Le Soleil s'adresse à la Vierge.
Monte, Vierge, et ne méprise pas mon char.

              De ta main de neige, dirige ces rênes, sans qu'il t'en coûte.
Regarde, le Soleil est plus resplendissant quand il t'escorte, triomphante.

              Ma lumière s'efface devant ta lumière.

### De Beatissima Virgine (Sur la Vierge Très Bienheureuse)
Le distique suivant, qui appartient encore à la série de poèmes sur la Vierge Marie, illustre une forme particulière de poème: il s'agit de ce qu'on appelle des versus rapportati (des "vers rapportés"). Dans ces vers, la disposition des mots ne suit pas la syntaxe: les trois premiers mots (A1, A2, A3) sont des sujets, au nominatif, les trois suivants (B1, B2, B3), des verbes, les trois premiers mots du second vers (C1, C2, C3) sont des compléments d'objet, à l'accusatif, et les trois derniers des mots (D1, D2, D3) à l'ablatif qui peut exprimer différentes fonctions (compléments de lieu exprimant l'origine, de cause, de moyen, de manière...). La formule admet des variations (les trois mots au nominatif peuvent ne pas être trois noms distincts, mais admettre parmi eux un adjectif ou un participe apposé; au lieu des trois mots à l'ablatif, on pourrait imaginer un poème avec trois mots au datif). Surtout, elle permet une circulation du sens qui peut être saisissante: en effet, si par réflexe, on lira peut-être d'abord en combinant, disons, A1, B1, C1 et D1 (soit dans ce poème "Fille, elle fléchit son père suivant la loi", on peut aussi essayer d'autres combinaisons. A l'automne 2020, le groupe Lupercal a proposé un concours de poésie centré sur cette forme poétique, sur la base des exemples fournis par Martha Marchina.  

Distichon

Filia, sponsa, parens, flectit, devincit, adorat,
Patrem, ignem, natum, lege, pudor, prece.

Distique

Fille, épouse, mère, elle fléchit, elle vainc, elle adore,
Son père, le feu, son fils, suivant la loi, par sa pudeur, en prière.

### Agatha Virgo vulneribus decorata (La Vierge Agathe magnifiée par ses blessures)
De nombreux poèmes de Musa Posthuma sont consacrés à des saints chrétiens et en particulier à des saintes ayant enduré le martyre. Sainte Agathe (Agathe de Catane) mourut en 251 après avoir été torturée. Elle était apparemment très belle et avait commis le "crime" de se dérober aux avances du proconsul romain Quintien: parmi les supplices qu'on lui infligea, on lui arracha les seins (et c'est sur la mention des seins que s'ouvre le poème de Marchina, ubera, v. 1). L'histoire dit qu'elle fut guérie de cette mutilation après que l'apôtre Pierre lui fut apparu. Marchina n'en dit rien pour souligner plutôt que la beauté de la vierge ne fut nullement entamée, qu'au contraire elle n'en devint que plus belle. Le contraste entre la brutalité, d'une part, et la beauté et la pureté de la sainte, d'autre part, est saisissant. Dans ce poème, Marchina adopte la voix d'Agathe; le poème qui suit dans le recueil illustre le même thème, et le "je" poétique y invective alors le bourreau et, à travers lui, tous ceux qui, manifestement, ignorent ce qu'est la vraie piété.
Ubera praecidit geminato vulnere lictor,
Sed formam laedunt vulnera nulla meam.
Namque ego purpureo coepi decorata colore
Inter Virgineas pulchrior esse nives.

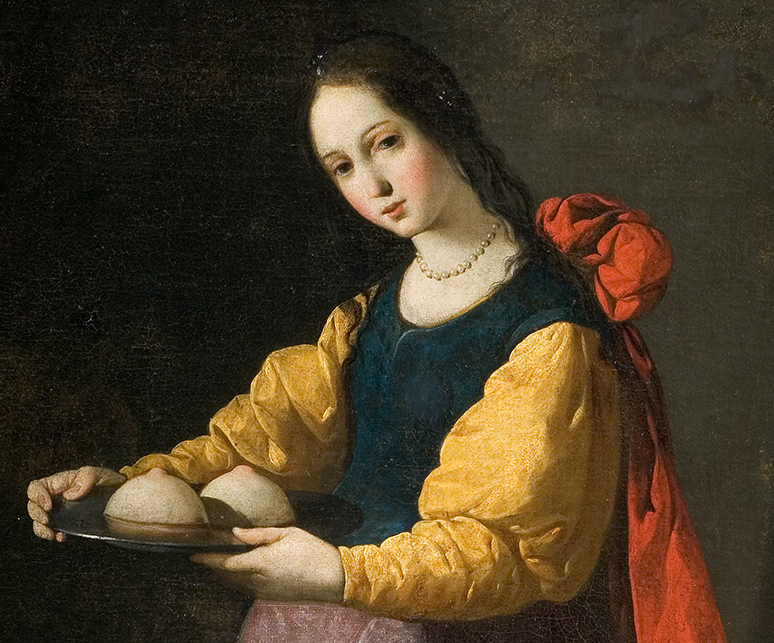
Sainte Agathe, Francisco de Zurbarán, c. 1630, Montpellier, Musée Fabre

Il m’a sectionné les seins en deux coups, le licteur,

              Mais aucune blessure n’affecte ma beauté.
Moi, en effet, magnifiée par la couleur pourpre

             J’ai commencé à être plus belle parmi les Vierges de neige.

### D. Marthae (A la divine Marthe)
La sainte martyre dont il est question dans le poème suivant est Marthe: venue de Perse avec son époux Maris et ses deux fils, Audifax et Abachius, elle fut, comme eux, victime des persécutions auréliennes et mourut à Rome en 270. Quand on cherche des renseignements sur ces saints, le martyre de Marthe reçoit moins de lumière que celui des hommes de son entourage: dans le poème de Martha Marchina, c'est tout différent. Cette Marthe est érigée en héroïne qui s'avance face aux supplices comme un guerrier va au combat et ne redoute rien. Un supplice spécifique (les deux mains arrachées, v. 2) amène la référence à ce héros des premiers temps de Rome qui sacrifia sa droite dans son affrontement face au roi étrusque Porsenna: Mucius Scaevola (le Mutius du v. 3). L'héroïsme de Marthe, une femme, au nom du Christ, surpasse cet héroïsme viril légendaire. 

S. Marii coniugi, & Matri S.S. Audifacis & Abachii
Sponte subit flammas, ensesque invicta Virago;
Nec timor est raptam cernere utramque manum;
Ne iactet dextra contemptos Mutius ignes:
Plus potuit pro te foemina, Christe, pati.

[à la divine Marthe] épouse de Saint Maris et mère de Saint Audifax et de Saint Abachius

D'elle-même, l'Héroïne invaincue s'avance vers les flammes, les épées,
Et elle n’a pas peur de voir l’une et l’autre de ses mains arrachées;
Qu’il n’aille pas, Mucius, se vanter d’avoir méprisé des feux de sa droite:
Pour toi, Christ, une femme a pu endurer plus.

### In vetulam loquacem (Contre une vieille bavarde)
Les deux dernières épigrammes de la sélection montrent la façon dont Marchina prend position dans la tradition de l'épigramme - remontant au poète latin Martial, auquel ses vers font souvent allusion. Les poèmes acerbes contre des "vieilles" ne manquent pas dans l'œuvre de l'épigrammatiste latin, ni d'ailleurs, contre les gens verbeux. On peut toutefois s'interroger ici sur le titre, qui n'est peut-être pas de Marchina: est-ce que la seule lecture du poème impose l'idée que celui-ci est dirigée contre une femme? La seule marque de genre, dans ce distique, concerne verbosos au v. 1: "je" pourrait bien être en train de dire qu'elle n'aime pas les hommes (viri) verbeux, qui parlent pour ne rien dire. Cette épigramme, en tout cas, campe un mini-dialogue et elle soulève des questions sur la façon de concevoir ce dialogue... et de ponctuer le texte suivant notre usage (la ponctuation des poèmes de Marchina, conforme aux usages du XVIIe siècle, ne correspond souvent pas à celle que nous adopterions). Pour donner une idée de cette difficulté, qui ajoute, en fait, à la richesse du poème, nous proposons deux traductions différentes. Dans un cas, la pointe stigmatise la verbosité de l'interlocuteur qui prétend savoir garder le silence mais, en réalité, parle tout le temps et de manière vaine. Dans le second cas, l'épigrammatiste en profite pour souligner le silence éloquent que l'épigramme, surtout quand elle est brève, comme ici, lui permet de mettre en œuvre.

Distichon.

Odi verbosos: ego servo silentia dicis.
Tune silere potes? Ceu modo, non aliter.

Distique

"Je hais les gens qui parlent trop: moi, je sais garder le silence", dis-tu.
Toi, silencieux/-se? Comme maintenant, alors, et pas autrement.

[ou]
Je déteste les hommes verbeux. "Moi, je sais garder le silence", dis-tu.
"Et toi, tu sais être silencieuse?" - Oui, mais seulement comme je suis en train de le faire.

### De epigrammatis (Sur les épigrammes)
Parmi les épigrammes sur les épigrammes que contient le recueil, celle-ci a la particularité de comporter un jeu de mots, qui témoigne de la liberté avec laquelle Marchina use des mots et même aussi, ailleurs, des syllabes et de leurs longueurs. En effet dans le contexte, serius au v. 2 ne paraît pas pouvoir signifier autre chose que "plus sérieux", c'est-à-dire qu'il serait le comparatif d'une forme de l'adjectif serius, seria, serium signifiant « sérieux ». Or si serius est un comparatif, c'est plutôt de l'adverbe sero, qui signifie "tard", "tardivement": Marchina joue, de fait, avec ce sens par le rejet, tellement habile et significatif, de non est au début du deuxième vers, par le rythme lent de la première partie du pentamètre, tout en spondées, et le fait que serius vient tard, en effet, dans ce vers et le poème. Le poème est tout tendu entre les deux pôles du sérieux et du ludique: le premier vers seul dit qu'écrire des épigrammes sur des sujets importants est un jeu, mais le début du deuxième vers contredit cette affirmation avec "non est". De même, considérant la liberté que s'octroie régulièrement la poétesse et dont il a été question plus haut, la pointe pourrait signifier ensuite: "qu'y a-t-il de sérieux dans une plaisanterie?" (= peut-il y avoir quoi que ce soit de sérieux dans une plaisanterie?). Cet entre-deux ou plutôt cet équilibre est assez caractéristique de l'art épigrammatique de Marchina.

Distich.

Scribere de rebus magnis epigrammata ludus
Non est. Quid possit serius esse joco?

Distique

Écrire des épigrammes sur de grands sujets est un jeu
- non, pas du tout. Qu'y a-t-il de plus sérieux qu'une plaisanterie?